# Menophra conjunctaria
Menophra conjunctaria är en fjärilsart som beskrevs av John Henry Leech 1897. Menophra conjunctaria ingår i släktet Menophra och familjen mätare. Inga underarter finns listade i Catalogue of Life.